# Сан-Жулиа-де-Лория
Сан-Жулиа́-де-Ло́рия (кат. Sant Julià de Lória) — одна из семи общин Андорры. Расположена на юге страны.

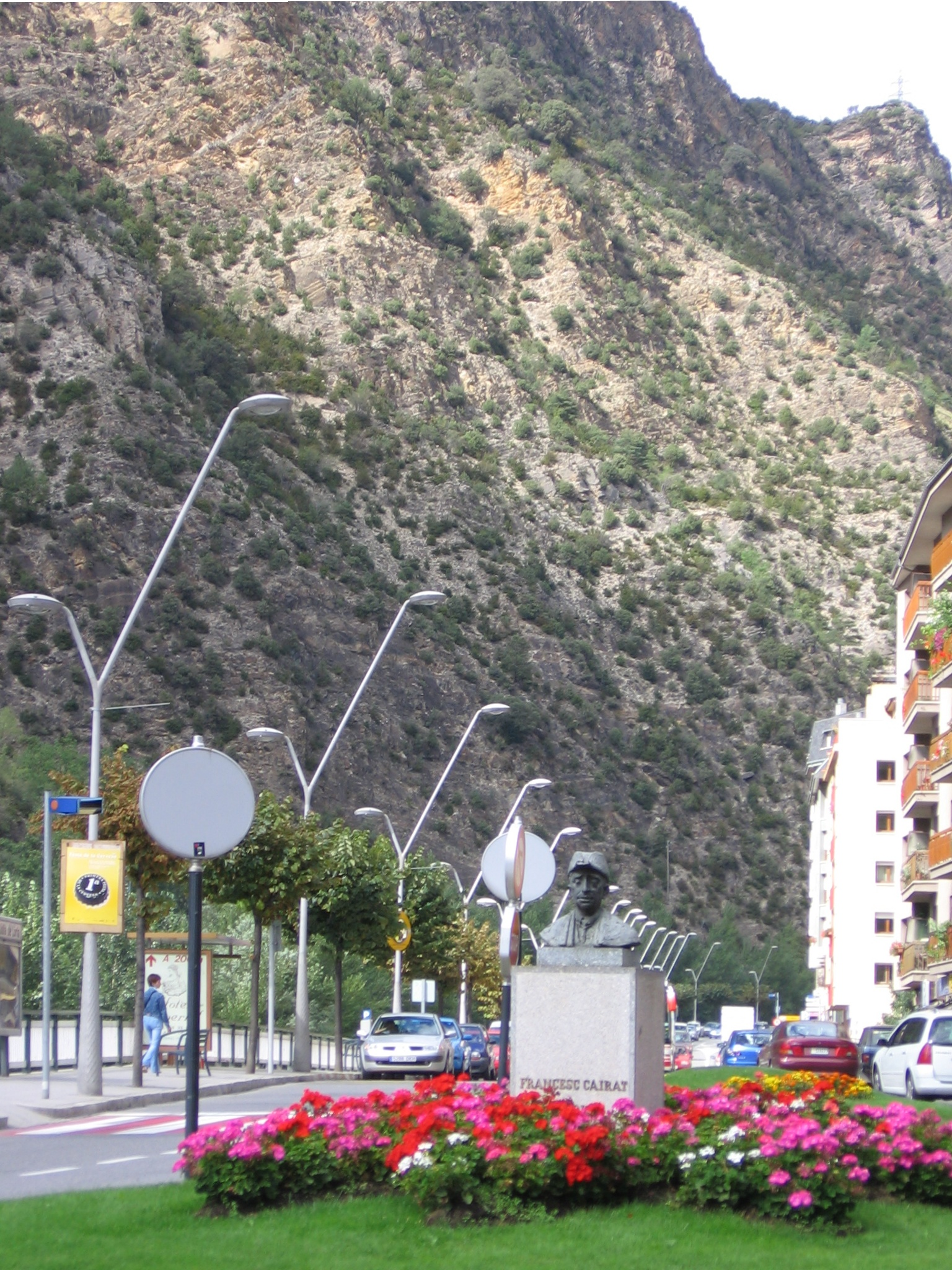
Памятник Франциску Кайрату — верховному главе магистрата в 1937—1960 годы

## Населённые пункты общины
| №  | Населённые пункты  | Население, чел. (2012) |
| -- | ------------------ | ---------------------- |
| 1  | Ашириваль          | 821                    |
| 2  | Ашаваль            | 95                     |
| 3  | Аубинья            | 188                    |
| 4  | Бишесарри          | 45                     |
| 5  | Сертерс            | 73                     |
| 6  | Фонтанеда          | 103                    |
| 7  | Джуберри           | 182                    |
| 8  | Льюменерес         | 1                      |
| 9  | Наголь             | 54                     |
| 10 | Сан-Жулиа-де-Лория | 7501                   |

## Образование
В Сан-Жулиа-де-Лория располагается единственный университет в стране.

## Спорт

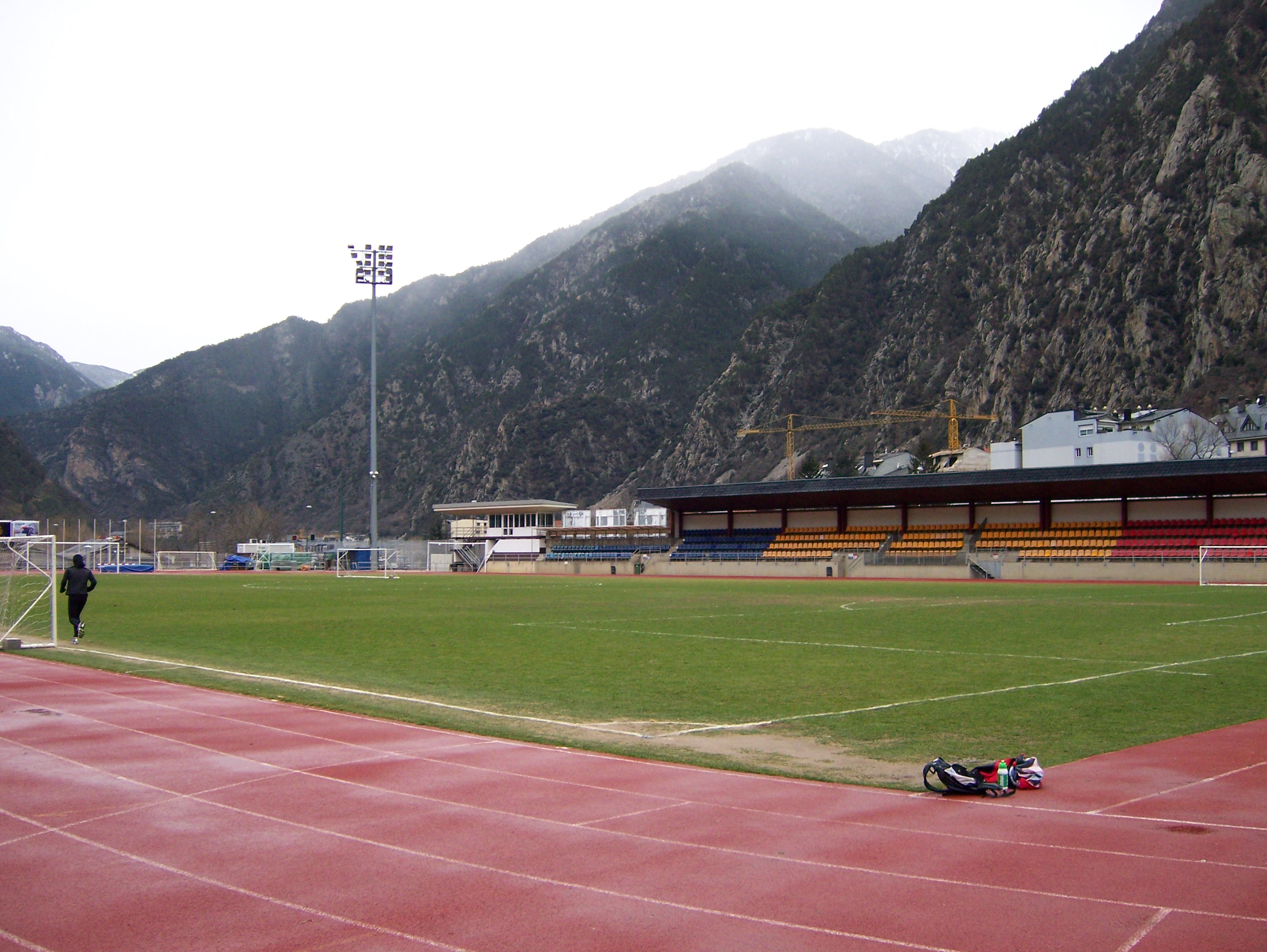
Стадион «Комуналь д’Ашоваль»

В Сан-Жулиа-де-Лория находится небольшой стадион Федерации футбола Андорры «Комуналь д’Ашоваль», вместимостью 899 человек. На этом стадионе проходят игры Примера и Сегона Дивизио. Также тут базируется клуб «Сан-Жулиа», которая является двукратным победителем чемпионата, а также пятикратным обладателем Кубка и Суперкубка Андорры.